# Zvolen
Pour le comitat de Zvolen ou de Sohl, voir Zólyom (comitat).
Zvolen (allemand : Altsohl, hongrois : Zólyom) est une ville de la région de Banská Bystrica, en Slovaquie, à 20 km au sud de Banská Bystrica, sur les rives du Hron. Sa population est de 43 100 habitants en  2005.

## Histoire
La plus ancienne mention de Zvolen remonte à 1135.
Le château de Zvolen a été fondé par Louis Ier de Hongrie, qui l'a construit entre 1360 et 1362 comme pavillon de chasse. L'architecture gothique emprunte aux châteaux italiens du XIVe siècle, tout comme les formes de la Renaissance utilisées dans le remodelage de 1548. En 1638, le baron Pál (Paul) Esterházy a repris tout le domaine d'Altsohl. En 1784, la chapelle a été reconstruite dans le style baroque. Le bâtiment a été gravement endommagé pendant la Seconde Guerre mondiale, restauré de 1956 à 1969; depuis lors, il a de nouveau servi de musée forestier.

## Démographie

### Évolution de la population
| Année:               | 1994.  | 2004.   | 2014.   | 2024.   |
| -------------------- | ------ | ------- | ------- | ------- |
| Nombre de personnes: | 44 163 | 43 272  | 43 047  | 39 175  |
| Différence:          |        | -2,01 % | -0,51 % | -8,99 % |

| Année:               | 2023.  | 2024.   |
| -------------------- | ------ | ------- |
| Nombre de personnes: | 39 453 | 39 175  |
| Différence:          |        | -0,70 % |

## Personnalités
- Anton Bendík (1931-2019), folkloriste slovaque, joueur d’accordéon et chanteur, est décédé à Zvolen.
- Vladimír Mečiar (1942-), ancien Premier ministre slovaque.
- Vladimír Maňka (1959-), homme politique, député européen, ancien maire de Zvolen et ancien président de la région.
- Elena Kaliská (1972-), double championne olympique de kayak.
- Karol Beck (1982-), joueur de tennis.

## Sport
- HKm Zvolen (hockey sur glace)

## Jumelages
La ville de Zvolen est jumelée avec :
- Imatra (Finlande)
- Tótkomlós (Hongrie)
- Prachatice (Tchéquie)
- Rivne (Ukraine)
- Zwoleń (Pologne)
- La ville fait partie du douzelage depuis 2007.

## Galerie

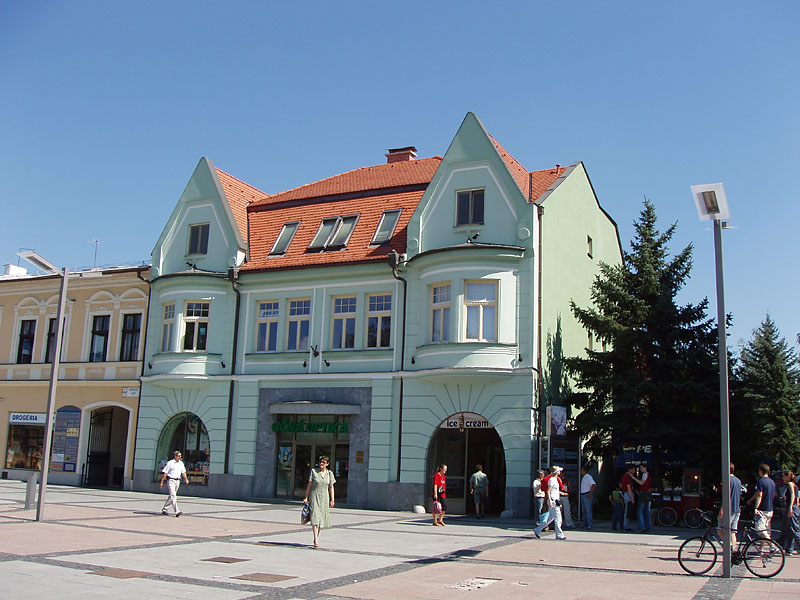
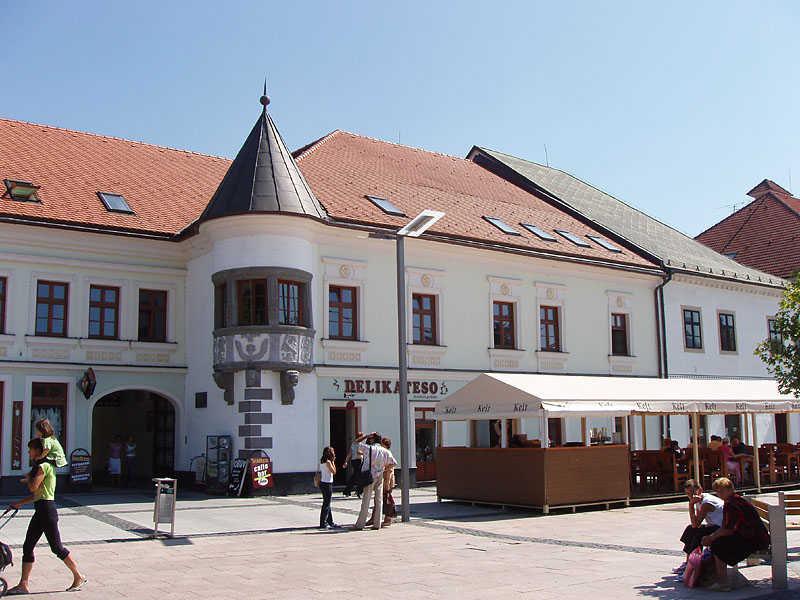
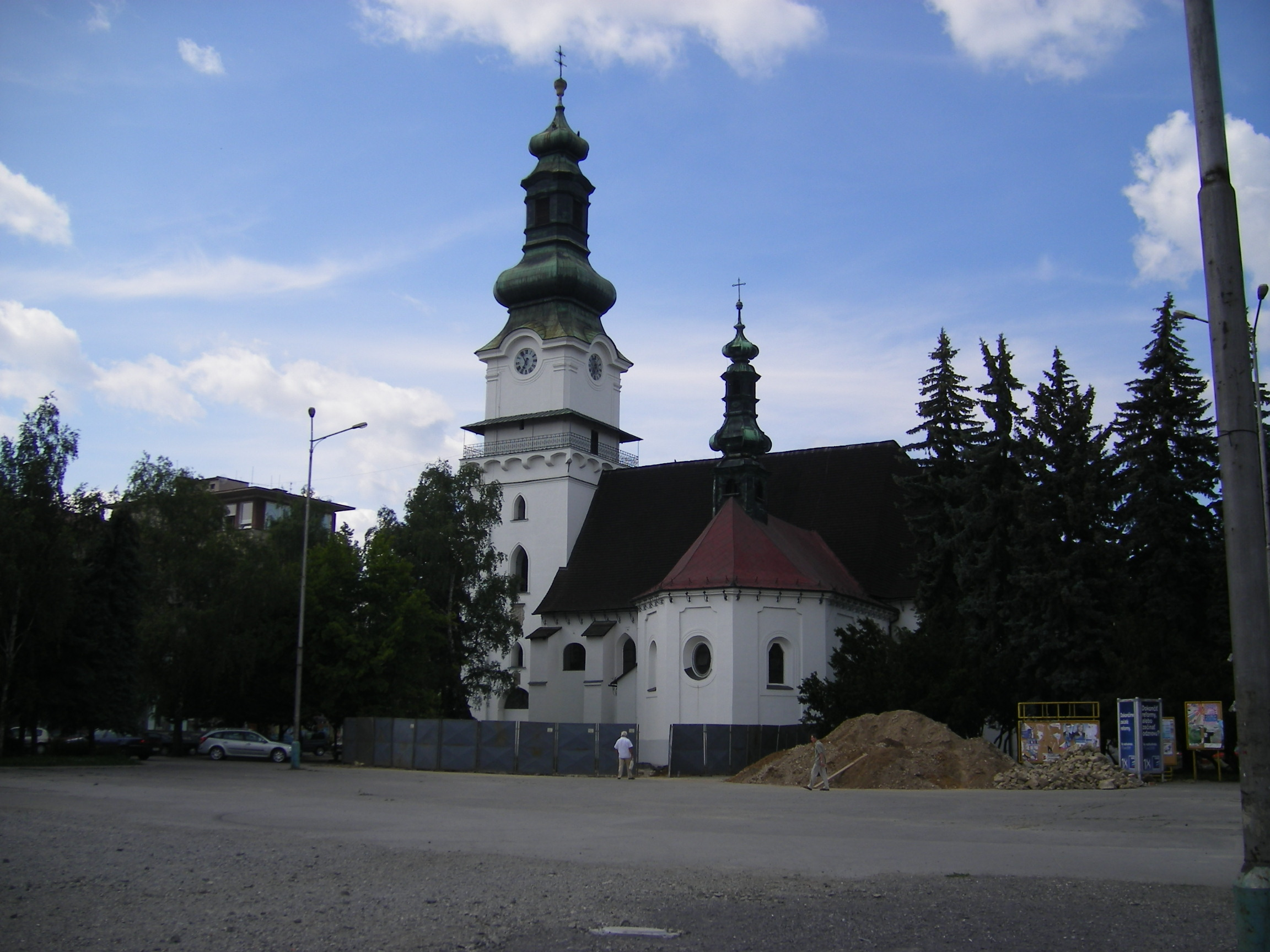
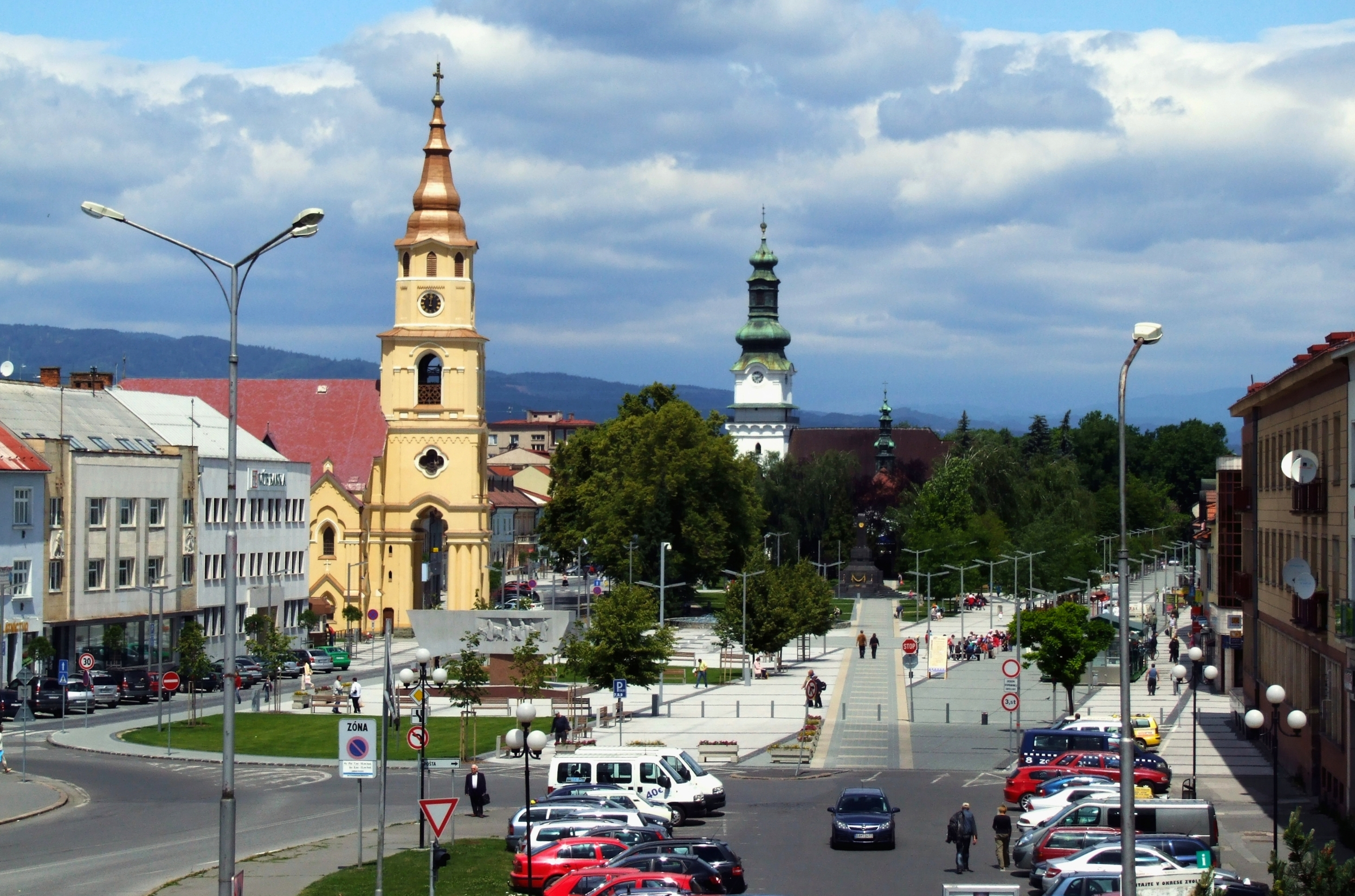